# Gnophos pagranitus
Gnophos pagranitus är en fjärilsart som beskrevs av Edward P. Wiltshire 1966. Gnophos pagranitus ingår i släktet Gnophos och familjen mätare. Inga underarter finns listade i Catalogue of Life.